# Comté de Crawford (Missouri)
Pour les articles homonymes, voir Comté de Crawford.
Le comté de Crawford, en anglais : Crawford County, est un Comté de l'État américain du Missouri. 

## Comtés voisins
- Comté de Phelps (à l'ouest)
- Comté de Gasconade (au nord)
- Comté de Franklin (au nord)
- Comté de Washington (à l'est)
- Comté d'Iron (au sud)
- Comté de Dent (au sud-ouest)

## Transports
- Interstate 44
- U.S. Route 66
- Missouri Route 8
- Missouri Route 19

## Villes
- Cuba
- Steelville
- Sullivan
- Cherryville
- Bourbon
- Leasburg